# Experimental and Clinical Psychopharmacology
Experimental and Clinical Psychopharmacology, abgekürzt Exp. Clin. Psychopharmacol., ist eine wissenschaftliche Fachzeitschrift, die von der American Psychological Association veröffentlicht wird. Die Zeitschrift erscheint mit sechs Ausgaben im Jahr. Es werden Arbeiten veröffentlicht, die sich mit der Psychopharmakologie bzw. dem Arzneimittelmissbrauch beschäftigen.
Der Impact Factor lag im Jahr 2014 bei 2,712. Nach der Statistik des ISI Web of Knowledge wird das Journal mit diesem Impact Factor in der Kategorie Pharmakologie und Pharmazie an 102. Stelle von 254 Zeitschriften und in der Kategorie Psychiatrie an 56. Stelle von 140 Zeitschriften geführt.